# Marapanim
Marapanim est une municipalité brésilienne située dans l'État du Pará.